# Tepetitlán, Chiautla
Tepetitlán, även San Antonio Tepetitlán, är en ort i Mexiko, tillhörande kommunen Chiautla i delstaten Mexiko. Tepetitlán ligger i den centrala delen av landet och tillhör Mexico Citys storstadsområde. Orten hade 2 377 invånare vid folkräkningen 2010, och är kommunens fjärde största ort sett till befolkning.